# Dariusz Zelig
Dariusz Zelig (* 22. November 1957 in Koszalin) ist ein ehemaliger polnischer Basketballspieler.

## Leben
Der 1,92 Meter große Aufbauspieler begann seine Basketballlaufbahn bei AZS Koszalin.
Zelig, der den Spitznamen Professor erhielt, wurde 1978 mit Wybrzeże Gdańsk sowie mit Śląsk Wrocław in den Jahren 1979, 1980, 1981, 1987, 1991, 1992 und 1993 polnischer Meister. In den Spieljahren 1986/87 und 1990/91 führte er die polnische Liga als bester Korbschütze an. 1990/91 erreichte er einen Punkteschnitt von 27,6.
1987 wechselte er zu Sunair Ostende und errang mit der Mannschaft im Spieljahr 1987/88 die belgische Meisterschaft. 1988/89 stand Zelig beim SSV Ulm in der deutschen Basketball-Bundesliga unter Vertrag. Er war für seinen guten Sprungwurf bekannt.
Er nahm mit der polnischen Nationalmannschaft an den Olympischen Sommerspielen 1980 in Moskau teil und war während des Turniers drittbester Korbschütze seiner Mannschaft (15,3 pro Spiel). Zelig gehörte ebenfalls bei den Europameisterschaften 1979, 1981, 1983, 1985, 1987 und 1991 zum polnischen Aufgebot. Bei der EM 1987 erzielte er 26,4 Punkte pro Begegnung, was den drittbesten Wert aller teilnehmenden Spieler bedeutete. Mit 22,6 Punkten pro Einsatz war Zelig bei der EM 1985 Vierter der Korbschützenliste. Insgesamt bestritt er 236 Länderspiele, in denen er 3404 Punkte erzielte.